# Allocricellius tabulaeformisi
Allocricellius tabulaeformisi är en stekelart som beskrevs av Yang 1996. Allocricellius tabulaeformisi ingår i släktet Allocricellius och familjen puppglanssteklar. Inga underarter finns listade i Catalogue of Life.